# Тризомија X хромозома
Тризомију X хромозома карактерише додатног X хромозома у свим ћелијама жене. Особе које имају овај синдром су често више од просека. Обично нема других физичких разлика и плодност је нормална. Повремено се јављају потешкоће у учењу, смањени мишићни тонус, епилептични напади или проблеми са бубрезима.
Тризомија X хромозома није наследна. Она је последица која настаје неодвајањем X хромозома у мејози I или мејози II мајке, или у мејози I оца. Може се јавити облик где само део телесних ћелија садржи вишак X хромозома. Дијагностикује се анализом кариотипа.
Лечење може да укључује корекцију говора, физикалну терапију и саветовање. Ова аберација се јавља са фреквенцијом од 1:1000 женске новорођенчади. Процењено је да 90% особа са овим синдромом није дијагностиковано јер симптоми нису изражени. Први случај је идентификован 1959. године.

## Историја
Први регистровани случај овог синдрома регистрован је у болници у Единбургу 1959. године код жене старе 35 година. Била је висока 176 центиметара и тешка 58 килограма.
Жене са овом аберацијом су раније називане „супер жене” . Британски патолог и генетичар Бернард Ленокс је предложио термин „Тризомија X”.

## Знакови и симптоми
Због тога што већина жена са тризомијом X није дијагностикована, тешко је навести опште чињенице о ефектима овог синдрома. Случајеви који су проучавани су били мали или нерепрезентативни. Због инактивације X хромозома и формирања Барових тела у свим ћелијама жене само један X хромозом је активан било кад. Особа са тризомијом X у свакој ћелији имају два Барова тела, што доводи до тога да те особе имају мале ефекте или немају уопште. Симптоми се могу разликовати од особе до особе., а код неких жена могу бити испољени више.

### Физички симптоми
Фенотип жена са тризомијом X је нормалан. Њихова висина је нешто изнад просека за жене. Могуће је да се јаве и благе карактеристике на лицу као што је повећан размак између очију. Могућа је и појава микроцефалије, слабија координација, слаб мишићни тонус и сколиоза.

### Психолошки симптоми
Говор код деце може да се јави касније. Коефицијент интелигенције је нижи за 10 до 20 бодова и често имају проблема са учењем. Често имају проблема са самопоуздањем и могу да пате од депресије и анксиозности.

## Узрок
Тризомија X хромозома није наследна. Поремећај у броју X хромозома се јавља током образовања полних ћелија. Настаје неодвајањем X хромозома у мејози I или мејози II мајке, или у мејози I оца. Може се јавити облик где само део телесних ћелија садржи вишак X хромозома (мозаицизам). Мозаицизам (46,XX/47,XXX) такође није наследан. Јавља се током митозе на почетку ембрионалног развића, као последица нераздвајања X хромозома. Резултат тога је да неке ћелије имају нормалан број X хромозома (46,XX), док друге имају три X хромозома (47,XXX).

## Дијагноза и лечење
Тризомија X може бити дијагностикована анализом кариотипа, амниоцентезом и анализом хорионских ресица. Абнормалности се такође могу уочити на електроенцефалограму (ЕЕГ).
Не постоји начин да се одстрани X хромозом који је у вишку, већ се лечењем могу ублажити последице. Лечење може да укључује корекцију говора, физикалну терапију и саветовање.